# Admetos
Admetos (Oudgrieks: Ἄδμητος) was een zoon van Pheres, koning van Pherai in Thessalië.
Hij was een deelnemer aan de Calydonische jacht en aan de tocht der Argonauten. Admetos was befaamd voor zijn gastvrijheid en zijn zin voor rechtvaardigheid. Hij was de gastvriend van Herakles en de gunsteling van Apollon. Toen Apollo voor een jaar uit de hemel verbannen werd, hetzij, omdat hij de Cyclopen, hetzij omdat hij de draak Python gedood had, verkoos hij de gastvrijheid van Admetos. Hij diende hij bij hem als herder en bewees hem vele diensten, door onder andere al zijn koeien tweelingen te laten werpen..
Toen Admetos na de dood van zijn vader (? Deze vader, Pheres, leefde nog: hij doet mee in de tragedie van Euripides waarin hij weigert de plaats van zijn zoon in te nemen!) koning was geworden, dong hij, zoals nog veel anderen, naar de hand van Alkestis, de dochter van Pelias. Pelias beloofde Alkestis tot vrouw aan diegene die een wagen kon berijden, die met een leeuw en een everzwijn bespannen was. Dit was iets dat onmogelijk werd geacht. Apollo hielp Admetos een handje door hem te leren hoe hij twee zulke wilde dieren kon temmen. Hij verzoende hem bovendien met Artemis, die uit wraak een aantal slangen in het bruidsvertrek had gezonden, omdat Admetos haar bij zijn huwelijksoffer aan de goden vergeten had. Apollo raadde hem aan een zoenoffer te brengen aan Artemis en de godin verwijderde daarop de slangen.
De schikgodinnen, de Moiren, konden door Apollo ertoe gebracht worden om de levensdraad van zijn vriend, als die afgesponnen was, te verlengen. Hiertoe moest iemand van diens naaste bloedverwanten vrijwillig voor hem te sterven. Toen zijn tijd gekomen was, werd de koning dodelijk ziek, maar niemand van zijn geslacht wilde zich aan de eis der schikgodinnen onderwerpen. Zijn trouwe gade Alkestis besloot toen zich voor haar gemaal op te offeren. Zij ging naar het schimmenrijk en de zieke genas terstond.
Toen hij hoorde, dat zijn vrouw in zijn plaats gestorven was, viel Admetos ten prooi aan de grootste wanhoop en wilde niet langer meer leven. Juist toen kwam zijn gastvriend Herakles toevallig langs bij de bedroefde vorst. Herakles vertoefde toen juist in Pherae, terwijl hij onderweg was naar de mensenetende paarden van Diomedes. Herakles was sterk onder de indruk van de gastvrijheid die Admetos hem had verleend. Als wederdienst stapte Herakles in het graf van Alkestis. Herakles ontrukte daarop in een worstelstrijd met Thanatos Alkestis aan Hades, de god van de onderwereld en gaf haar terug aan Admetos . Volgens anderen zond Persephone, de beheerster van de onderwereld haar vrijwillig terug, als beloning voor haar zelfopoffering.
In het treurspel van Euripides over het sterven en de wederopstanding van Alkestis mag zij, nadat ze door Herakles aan de Dood (Thanatos) is ontrukt, drie dagen niet eten of spreken.
De meest bekende van zijn kinderen was Eumelus, die, aan de zijde van de Grieken, een contingent van Phelae en Iolcus aanvoerde in de strijd om Troje. Deze zoon was trouwens één der Grieken in het Paard van Troje. Hij had ook een dochter: Perimele.